# Де Франки, Джироламо (1585)
Джироламо Де Франки Тозо (итал. Gerolamo De Franchi Toso; Генуя, 1585 — Генуя, 1668) — дож Генуэзской республики.

## Биография
Родился в Генуе 6 января 1585 года в семье Федерико Де Франки (дожа Генуи в 1623-1625) и Магдалены Дураццо. Помимо его отца, пост дожа занимали его брат и политический соперник Джакомо Тозо Де Франки (1648-1650), дедушка по отцовской линии, Джироламо Де Франки Тозо и дед по материнской линии Джакомо Дураццо Гримальди (1573-1575).
В юности изучал военное искусство и риторику. Первой государственной должностью Джироламо стал пост коменданта крепости Приамар близ Савоны в 1618 году. Уже в 1620 году Джироламо занялся коммерческими делами и вошел в число управляющих Банком Сан-Джорджо. Во время решающих этапов войны 1625 года между Генуей и герцогством Савойским, вспыхнувшей во время правления его отца Федерико, Джироламо не упоминался в хрониках как государственный служащий, что, по-видимому, говорит о том, что он оставался в сфере банковского дела. Это способствовало дальнейшему росту его благосостояния, в частности, в эти годы он купил виллы в областях Альбаро и Нерви.
С избранием нового дожа Джованни Франческо Бриньоле Сале (1635-1637) Джироламо был избран сенатором Республики. С 1635 года он служил главой магистрата инквизиторов, органа, созданного в 1628 году дожем Джованни Лука Кьявари для борьбы с заговорами. Между 1637 и 1642 годами он работал главой магистрата иностранной валюты, а также был сенатором Республики и отвечал за борьбу с бандитизмом.

### Правление и последние годы
Занимавший на тот момент пост президента больницы Памматоне, Джироламо 8 сентября 1652 года получил большинство голосов членов Большого совета и был избран дожем, а также королём Корсики. Для Джироламо это были уже третьи выборы: в 1644 году он уступил 6 голосов Луке Джустиниани, а в 1648 году проиграл 7 голосов своему брату Джакомо.
Уже ко времени избрания Джироламо страдал подагрой, однако смог участвовать в коронации 6 января 1653 года.
Дож Джироламо Де Франки, в отличие от мягкого и уважавшего республиканские законы правления своего брата Джакомо, проявил себя как авторитарный правитель, особенно в области правосудия.
Из-за определенных конфликтов с генуэзской знатью Джироламо пришлось ждать два года после истечения срока своего мандата 8 сентября 1654 года, чтобы получить пост пожизненного прокурора (1656). Он участвовал в заседаниях Сената до 28 августа 1668 года и умер в своем дворце на Пьяцца-Банки в Генуе в конце того года. По завещанию от 14 ноября 1660 года, он был похоронен в церкви Сан-Франческо-де-Альбаро, а не в семейном склепе в церкви Сан-Франческо-ди-Кастеллетто, где были похоронены его отец и братья.

### Личная жизнь
От брака с Бригидой Монелья имел детей: Чезаре, Анджелу и Джованни Бенедетто.